# Nameh-e Banuvan
«Nameh-e Banuvan» (укр. Жіночі листи) — жіночий журнал, що виходив у 1920-1921 роках. Це було одне з видань, які почали виходити після встановлення влади Реза Шаха в Ірані. Його засновницею була Шахназ Азад, яка також була видавцем. Журнал базувався в Тегерані. 

## Зміст
Журнал виходив раз на два тижні й проголошував своєю метою заохочення емансипації іранок. Він також намагався нагадати чоловічій аудиторії, що жінки є їхніми головними учительками.